# Suwatu (Tanon)
Suwatu is een bestuurslaag in het regentschap Sragen van de provincie Midden-Java, Indonesië. Suwatu telt 1826 inwoners (volkstelling 2010).